# Conus alabaster
Espèce
Statut de conservation UICN

 DD  : Données insuffisantes
Conus alabaster est une espèce de mollusques gastéropodes marins de la famille des Conidae.
Comme toutes les espèces du genre Conus, ces escargots sont prédateurs et venimeux. Ils sont capables de « piquer » les humains et doivent donc être manipulés avec précaution, voire pas du tout.

## Description
La taille de la coquille varie entre 27 mm et 41 mm.

## Distribution
Cette espèce marine est présente dans la mer de Chine ; au large de l'ouest de l'Indonésie et des Philippines.

### Niveau de risque d’extinction de l’espèce
Selon l'analyse de l'UICN réalisée en 2011 pour la définition du niveau de risque d'extinction, cette espèce n'est connue que par l'holotype de la mer de Chine et une poignée de spécimens dans des collections des Philippines. On ne sait rien de l'état de sa population, de son habitat ou de son écologie. Cette espèce pourrait être un synonyme de Conus sulcatus. Elle est actuellement inscrite comme étant insuffisamment documentée et des recherches futures sont recommandées.

## Taxonomie

### Publication originale
L'espèce Conus alabaster a été décrite pour la première fois en 1849 par l'éditeur et naturaliste britannique Lovell Augustus Reeve (1814-1865) dans la publication intitulée « Conchologia Iconica, or, illustrations of the shells of molluscous animals »,.

### Synonymes
- Chelyconus alabaster (Reeve, 1849) · non accepté
- Conus (Phasmoconus) alabaster Reeve, 1849 · appellation alternative
- Phasmoconus alabaster (Reeve, 1849) · non accepté

## Identifiants taxonomiques
Chaque taxon catalogué par les bases de données biologiques et taxonomiques possède un identifiant qui permet d'établir un point de référence. Les identifiants de Conus alabaster dans les principales bases sont les suivants :
CoL : 5ZXN7 - GBIF : 6510328 - iNaturalist : 431818 - IRMNG : 11703884 - TAXREF : 155454 - UICN : 192375